# FK Partizani Tirana
O Partizani Tirana ou oficialmente  Futboll Klub Partizani é um clube de futebol da Albânia. Está sediado na capital, Tirana, tendo sido fundado em 1946. Sua primeira participação no campeonato nacional albanês foi no ano de 1947, já conquistando o título.

## Títulos
- Campeonato Nacional: 17 vezes (1947, 1948, 1949, 1954, 1957, 1958, 1959, 1961, 1962-63, 1963-64, 1970-71, 1978-79, 1980-81,1986-87, 1992-93, 2018-19, 2022-23);
- Copa Albanesa: 15 (1948, 1949, 1957, 1958, 1961, 1964, 1966, 1968, 1970, 1973, 1980, 1991, 1993, 1997, 2004);
- Supercopa Albanesa: 2 (1993, 2004)